# 미디어 밸리
미디어 밸리(Media Vally)는 21세기 정보 미디어 산업이 집중되어 있는 곳을 말한다. 대한민국에서는 인천시가 조성할 계획이다. 미디어 밸리는 창의력을 갖춘 인재가 통신망과 모험자본, 산학협동 등을 통하여 고부가가치를 창출해내는 산업이다. 2000년에 문을 열 미디어 밸리에는 고도의 정보통신 전문교육기관이 들어서고, 소프트웨어 개발단지와 미디어 파크·멀티미디어 정보센터 등이 들어서게 된다. 정보통신 전문교육기관에서는 직접 최첨단의 기술을 개발해낼 수 있는 능력 개발에 목표를 두고 비디오 디지털 기술·위성통신·인터넷 등 네트워크 기술과 언어번역, 컴퓨터 보안시스템 등 미래 정보사회에 필요한 핵심기술을 망라할 예정이다. 미국의 실리콘밸리,리서치트라이앵글, 일본 도쿄의 텔리포트타운·후쿠오카의 텔레콤리서치파크 등이 대표적이다.